# Пряма навантаження (електроніка)

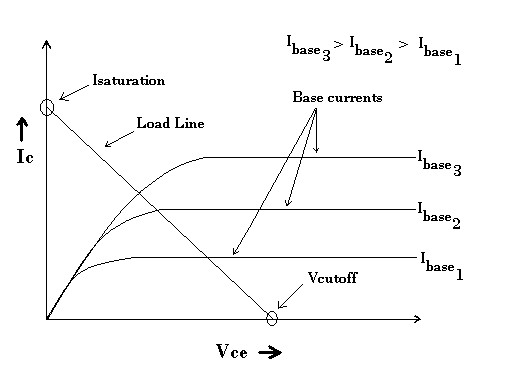
Визначення робочої точки (струм, напруга) по ВАХ транзистора і прямій навантаження

Пряма навантаження в електроніці — вихідна динамічна вольт-амперна характеристика,
яка використовується при графічному аналізі нелінійних електронних схем.
Дві точки для побудови прямої знаходяться з початкових умов. Зазвичай це режими короткого замикання і холостого ходу.
Точка перетину навантажувальної прямої з однієї з гілок вихідної статичної характеристики для заданого струму бази називається робочою точкою транзистора. При зміні струму бази (вхідним сигналом) струм колектора Ic і напруга колектор-емітер Uce будуть змінюватися, але для лінійного характеру навантаження всі миттєві значення будуть знаходитись на одній прямій.
Зазвичай схеми проєктують таким чином, щоб опір навантаження був значно більшим, ніж внутрішній опір каскада, що працює на це навантаження. У зв'язку з цим становить інтерес відношення невеликої зміни прикладеної напруги до відповідної зміни струму через схему. Це відношення називається опором для малих сигналів, диференційним або динамічним опором.